# Kathedrale Saint-Corentin

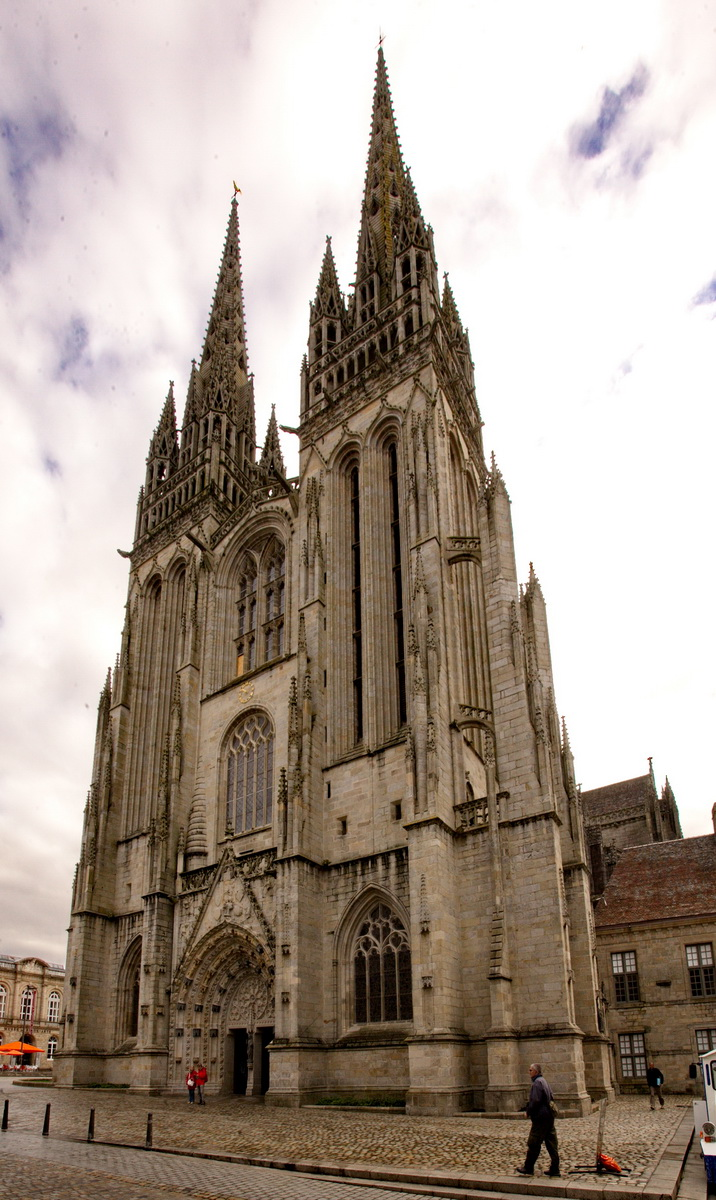
Kathedrale Saint-Corentin

Die Kathedrale Saint-Corentin (französisch Cathédrale Saint-Corentin de Quimper) in Quimper (Bretagne) ist die Kathedrale des römisch-katholischen Bistums Quimper.

## Geschichte
1239 veranlasste Bischof Raynaud den Bau der Kathedrale Saint-Corentin. Sie wurde auf dem Fundament einer romanischen Kathedrale errichtet. Der Bau dauerte drei Jahrhunderte.
Erst mit der Ankunft von Herzog Johann V. wurde Anfang des 15. Jahrhunderts der erste Teil des Baus vollendet. Im Jahr 1410 sind die Gewölbe des Chores fertiggestellt und die Fenster werden errichtet. 1424 unternahm Bischof Bertrand de Rosmadec den Bau des Langhauses und der beiden Türme der Fassade. Der Umbau wurde 1515 abgeschlossen. Fertiggestellt wurden die beiden Türme schließlich durch den Architekten Joseph Bigot in den Jahren 1854 bis 1856.
Sie ist zusammen mit den Kathedralen von Saint-Pol-de-Léon und Tréguier eine der drei ältesten gotischen Kathedralen der Bretagne. Seit 1862 ist sie als monument historique klassifiziert.
Sie ist dem Patrozinium des Heiligen Corentin von Quimper unterstellt, der im 6./7. Jahrhundert in der Region als Missionar wirkte. Die Kathedrale wurde am 11. März 1870 in den Stand einer Basilica minor erhoben.

## Baustil
Die beiden einmalig renovierten Turmspitzen ragen in 76 m Höhe auf. Die Kathedrale wurde in der Form eines Kreuzes gebaut. Das Kirchenschiff wird von zwei Schiffen derselben Länge gebildet, die vom Querschiff aufgenommen werden. Die Altaraufsätze des Querschiffes stammen aus den Jahren 1827–1828. Im Zentrum der Kathedrale liegt das Heiligtum.
Eine Besonderheit ist ihr Achsknick in der Hauptachse. Worin diese Baumaßnahme begründet liegt, ist unklar. Es gibt verschiedene Theorien. Eine besagt, dass so die Betonung auf dem Kruzifix liegt. Eine andere sagt, dass es in der Stabilität des Fundaments begründet liegt. Oder es heißt, dass der Knick den geneigten Kopf des gekreuzigten Jesus aufgreift.
Nach Beendigung von Renovierungsarbeiten im Dezember 1999 kann die Kathedrale heute bewundert werden, wie sie Ende des 15. Jahrhunderts verziert worden war. An den Kreuzrippen wurden die gleichen Farben wie im Original, d. h. Ockergelb, Ockerrot in Kalkputz verwendet.
Hat man den Vorbau durchquert, leuchten einem die Kirchenfenster entgegen. Die Kathedrale hat drei Stockwerke: die Arkaden, die doppelten Galerie und ein Stockwerk mit den hohen Kirchenfenstern. Einige Fenster sind die aus dem 15. und 16. Jahrhundert, andere wurden am 12. Dezember 1793 zerstört. Die hohen Glasdächer des Chores wurden 1420 eingebaut. In den 1850er Jahren wurden jene durch Architekten Joseph Bigot restauriert, die während der Französischen Revolution zerstört worden waren.
Um den Chor sind zahlreiche Kapellen angesiedelt. die aus verschiedenen Epochen des 13. bis 16. Jahrhunderts stammen. Eine Kapelle wurde anlässlich des Sieges von Alain Canhiart gebaut. Die Altar, Schrein, Glas- und Wandmalereien der Kapelle erzählen die Geschichte des Heiligen Corentin von Quimper. Ein Kirchenfenster aus dem 19. Jahrhundert zeigt ein Bildnis des Heiligen Corentin, der den Heiligen Guénolé und Tudy den Segen gibt.
Eine Sehenswürdigkeit ist der Nachbau der Grablegung von Bourges aus dem Jahr 1868. Die Skulptur ist in Form des Grabmals aus dem 16. Jahrhundert aufgebaut. Sie stellt acht Personen dar, von verschiedenen Heiligen so auch den Domherrn Pierre du Quenquis (1415–1459).
Die Kanzel ist ein barockes Werk von 1679 in polychromem und vergoldetem Holz. Der Hochaltar mit Seraphim-Baldachin, der bei der Weltausstellung 1867 vorgestellt wurde, stammt von Poussielgue und Boeswillwald. Der Zaun des schmiedeeisernen Chores stammt von Everaert.
Neben dem Taufbecken steht eine Alabasterstatue Johannes des Täufers, hinter ihm ein von Vögeln bevölkerter Baum und ein sprechender Ritter zu seinen Füßen.

## Orgel

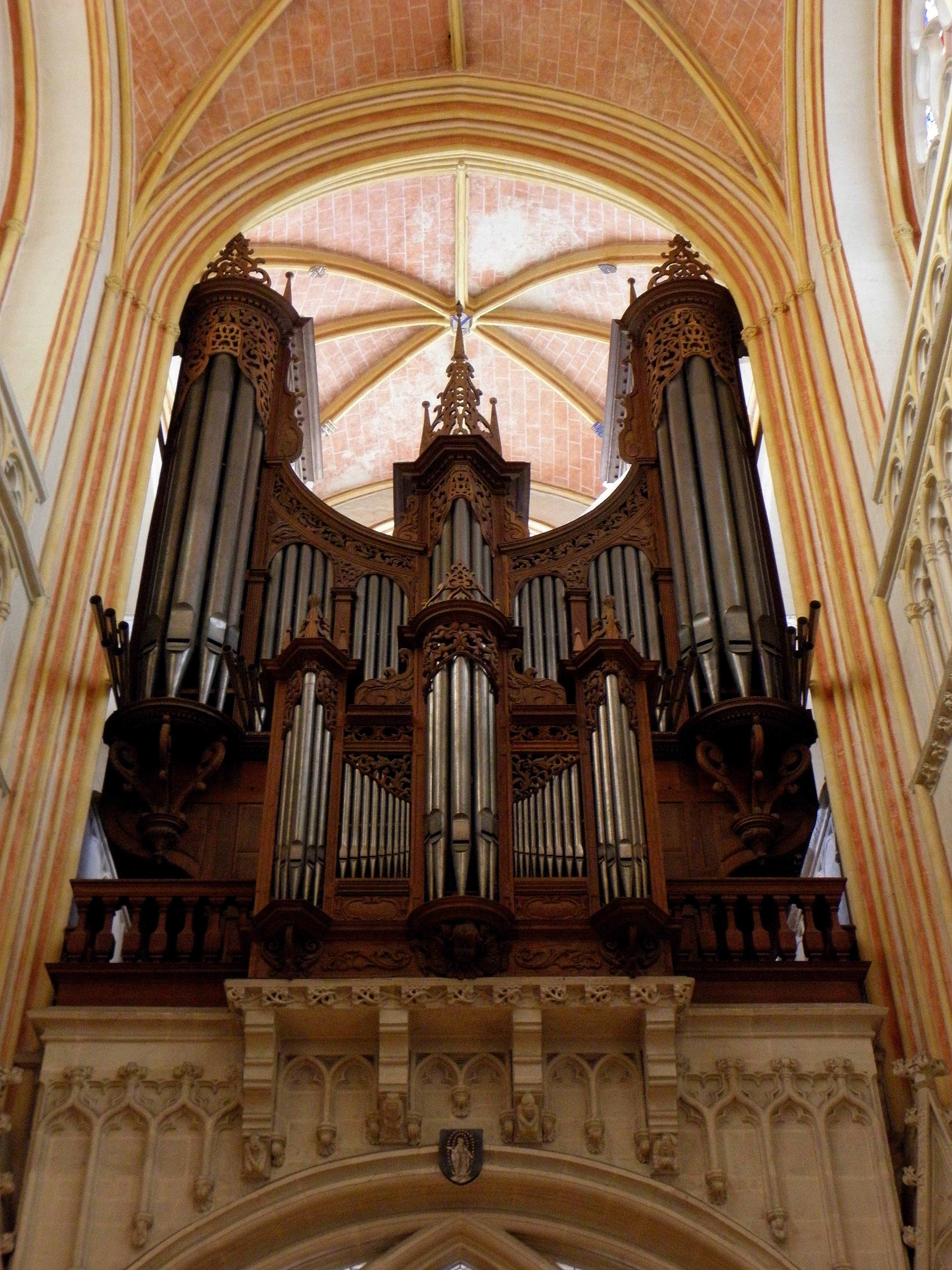
Blick auf die Orgel

Die erste nachweisliche Orgel wurde 1524 von dem Orgelbauer Robert Dallam (der später nach England auswanderte) erbaut. Das Instrument wurde am Ende des Hauptschiffes aufgebaut und hatte wohl 25 oder 26 Register auf drei Manualwerken und Pedal. Erhalten ist von diesem Instrument noch das Orgelgehäuse.
Im Laufe der Zeit wurde die Orgel mehrfach restauriert und auch erweitert, so zunächst in den Jahren 1795–1796 durch den Orgelbauer François Marquer und im 19. Jahrhundert auch von dem Orgelbauer Aristide Cavaillé-Coll; dessen weitgehenden Pläne für das Instrument allerdings nur zu einem kleinen Teil umgesetzt wurden.
Zwischenzeitlich wurden auch die Register des Positif aus dem vorgelagerten Gehäuse entfernt und in das Hauptgehäuse verlegt. Mitte des 19. Jahrhunderts umfasste das Instrument dann 40 Register auf drei Manualwerken und Pedal. Im Jahre 1900 wurde die ursprüngliche noch von Dallam errichtete Orgelbühne durch eine neue Konstruktion im gotischen Stil aus Granit ersetzt. Die Orgelbauer Gebrüder Wolff bauten das Instrument um und erweiterten die Disposition auf 50 Register.
In den Jahren 1956–1958 wurde das Instrument umfassend restauriert. In diesem Zuge wurde die Orgel von dem Orgelbauer Jean Hermann elektrifiziert und mit einer Erweiterung der Disposition begonnen, die aber unvollendet blieb. Zu Beginn der 1970er Jahre arbeitete die Orgelbaufirma Danion-Gonzales an dem Instrument, nach Plänen des Organisten Marcel Dupré. 1990 wurden die Mechanik und das System erneuert. In den Jahren 1993 bis 2003 wurde die Orgel durch den Orgelbauer Jacques Nonnen überarbeitet. In diesem Zuge wurde auch das Positif wiederbelebt. Insgesamt nähert sich das Instrument heute in seiner Disposition und Intonation den Plänen Cavaillé-Colls an, der dem Instrument einen romantischen Charakter verleihen wollte. Die Orgel hat 58 Register auf vier Manualen und Pedal. Die Spiel- und Registertraktur ist mechanisch.
| I Positif C–g3 |                 |        |
| 1.             | Montre          | 8'     |
| 2.             | Dessus de flûte | 8'     |
| 3.             | Bourdon         | 8'     |
| 4.             | Prestant        | 4'     |
| 5.             | Flûte           | 4'     |
| 6.             | Nazard          | 2 ⁄3′  |
| 7.             | Doublette       | 2'     |
| 8.             | Tierce          | 1 3⁄5′ |
| 9.             | Larigot         | 1 ⁄3′  |
| 10.            | Fourniture III  |        |
| 11.            | Cymbale III     |        |
| 12.            | Trompette       | 8'     |
| 13.            | Cromorne        | 8'     |
|                | Tremblant       |        |

| II Grand Orgue C–g3 |                  |        |
| 14.                 | Montre           | 16'    |
| 15.                 | Bourdon          | 16'    |
| 16.                 | Montre           | 8'     |
| 17.                 | Bourdon          | 8'     |
| 18.                 | Flûte harmonique | 8'     |
| 19.                 | Viole de gambe   | 8'     |
| 20.                 | Prestant         | 4'     |
| 21.                 | Flûte            | 4'     |
| 22.                 | Grande Tierce    | 3 1⁄5′ |
| 23.                 | Nazard           | 2 ⁄3′  |
| 24.                 | Doublette        | 2'     |
| 25.                 | Quarte           | 2'     |
| 26.                 | Tierce           | 1 3⁄5′ |
| 27.                 | Fourniture V     |        |
| 28.                 | Cymbale IV       |        |
| 29.                 | Chamade          | 8'     |

| III Bombard C–g3 |                |     |
| 30.              | Grand Cornet V |     |
| 31.              | Bombarde       | 16' |
| 32.              | 1ere Trompette | 8'  |
| 33.              | 2e Trompette   | 8'  |
| 34.              | Voix humaine   | 8'  |
| 35.              | Clairon        | 4'  |
|                  | Tremolo        |     |

| IV Récit expressif C–g3 |                  |     |
| 37.                     | Flûte harmonique | 8'  |
| 38.                     | Bourdon          | 8'  |
| 39.                     | Gambe            | 8'  |
| 40.                     | Voix céleste     | 8'  |
| 41.                     | Flûte octaviante | 4'  |
| 42.                     | Octavin          | 2'  |
| 43.                     | Flageolet        | 1'  |
| 44.                     | Cornet IV        |     |
| 45.                     | Basson           | 16' |
| 46.                     | Hautbois         | 8'  |
| 47.                     | Trompette        | 8'  |
| 48.                     | Voix humaine     | 8'  |
| 49.                     | Clairon          | 4'  |

| Pédale C–g3 |           |     |
| 50.         | Bourdon   | 32' |
| 51.         | Soubasse  | 16' |
| 52.         | Flûte     | 16' |
| 53.         | Flûte     | 8'  |
| 54.         | Flûte     | 4'  |
| 55.         | Bombarde  | 16' |
| 56.         | Basson    | 16' |
| 57.         | Trompette | 8'  |
| 58.         | Clairon   | 4'  |

- Koppeln: II/I, I/P, II/P.

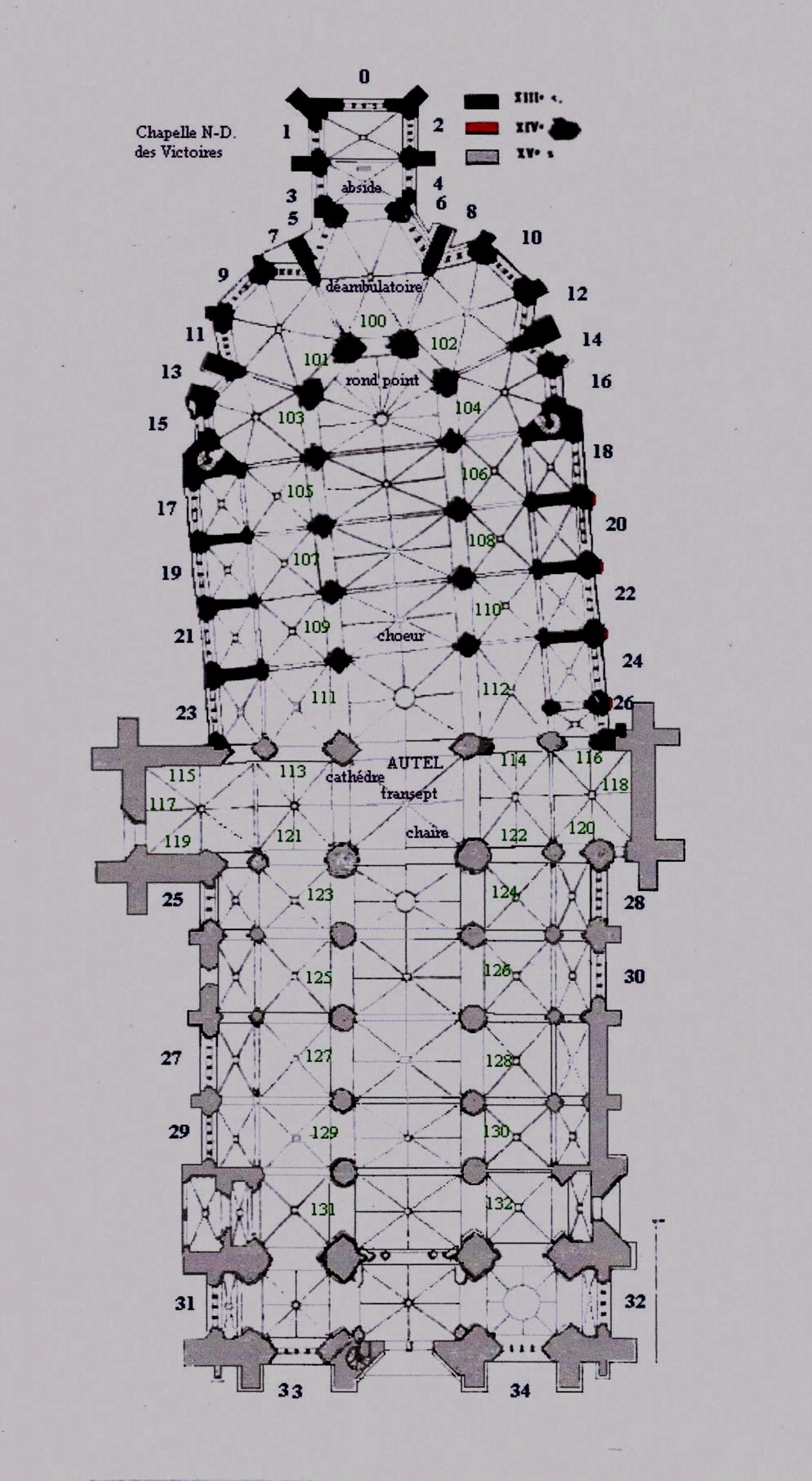
Aufriss zeigt die geknickte Achse
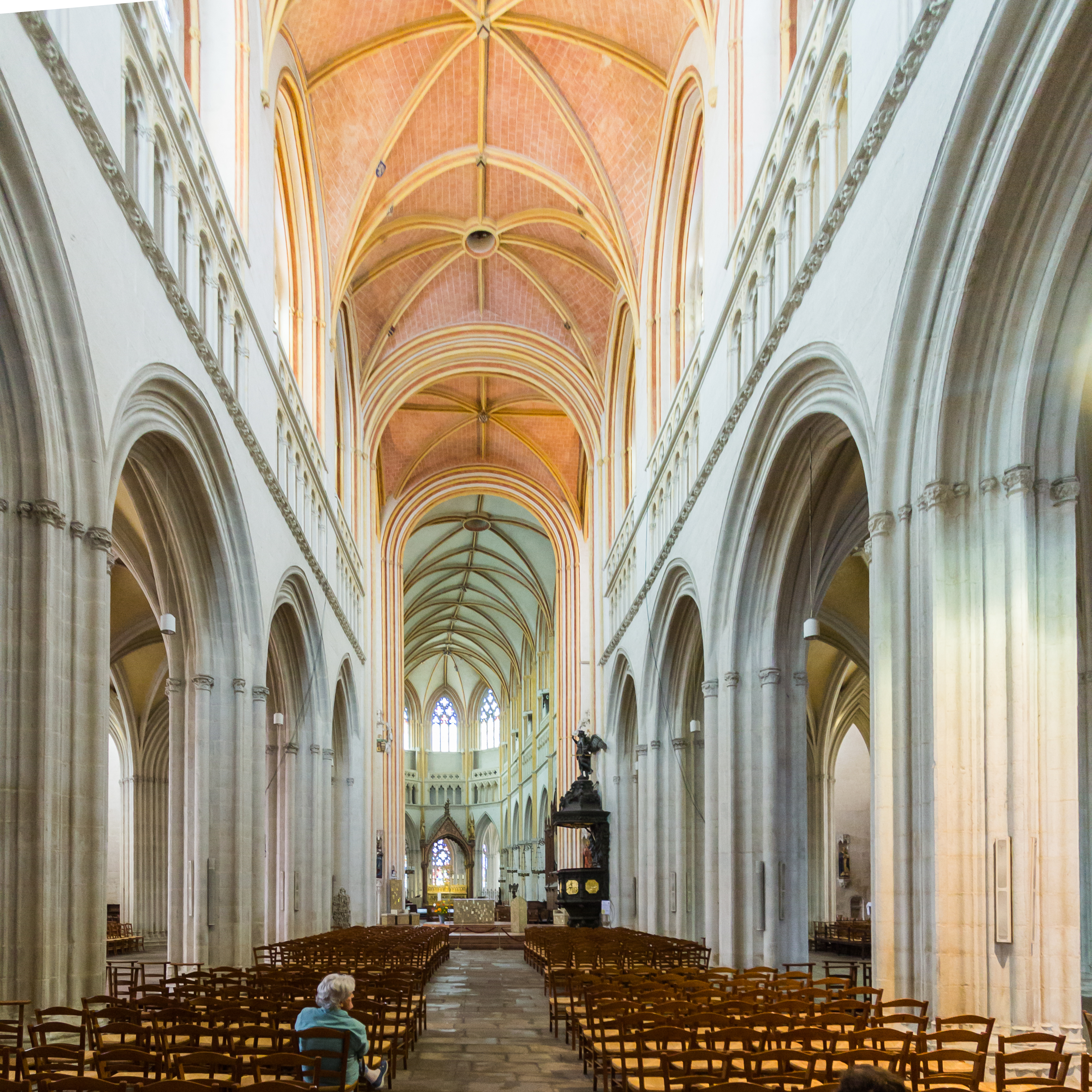
Innenansicht; Knick in der Hauptachse
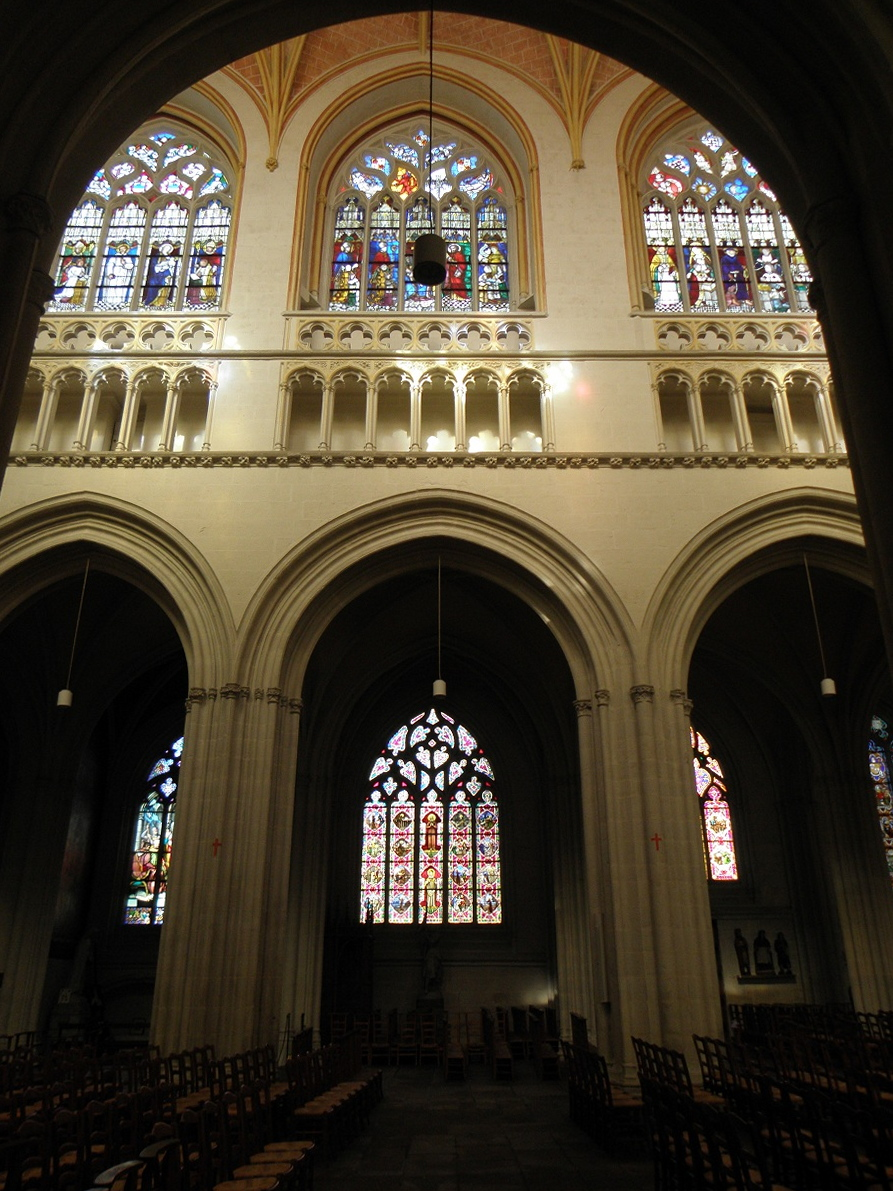
Ansicht der drei Ebenen
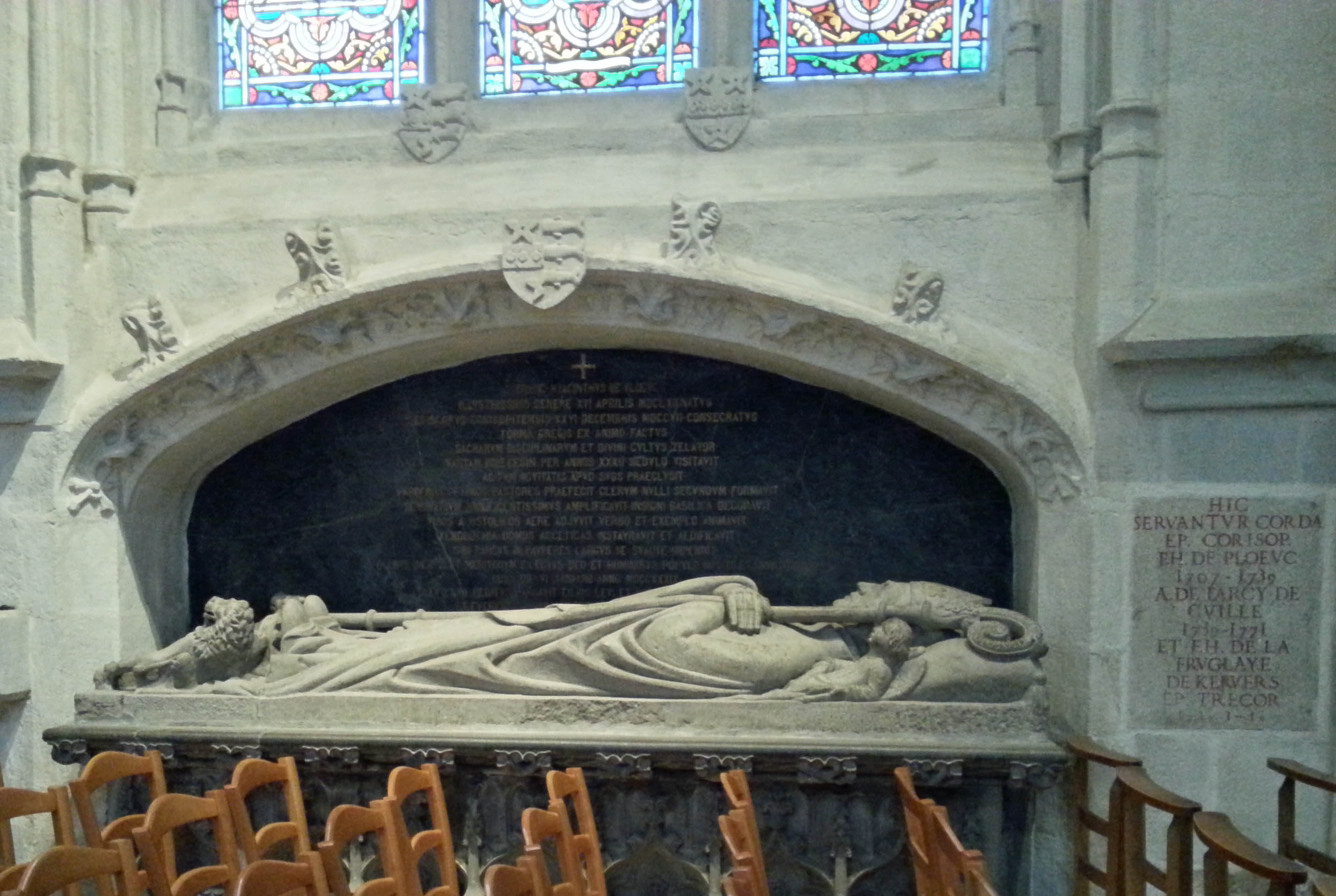
Grabmal des heiligen Corentin